# Coontz (Schiff)
Die USS Coontz (DLG-9/DDG-40), ein United States Ship, gehörte der Farragut-Klasse an, einer Klasse von Zerstörern der United States Navy. Zu Beginn ihrer Laufbahn war die Coontz als „Zerstörerführer mit Lenkwaffen“ (DLG) klassifiziert, dieses wurde später in „Lenkwaffenzerstörer“ (DDG) geändert. Sie ist nach Admiral Robert E. Coontz benannt. Die Coontz fuhr Einsätze sowohl im Vietnamkrieg als auch im Ersten Golfkrieg. Im Anschluss an diesen wurde sie außer Dienst gestellt und daraufhin abgebrochen.

## Technik
Für mehr Informationen zur Technik siehe den Klassenartikel Farragut-Klasse (1960).

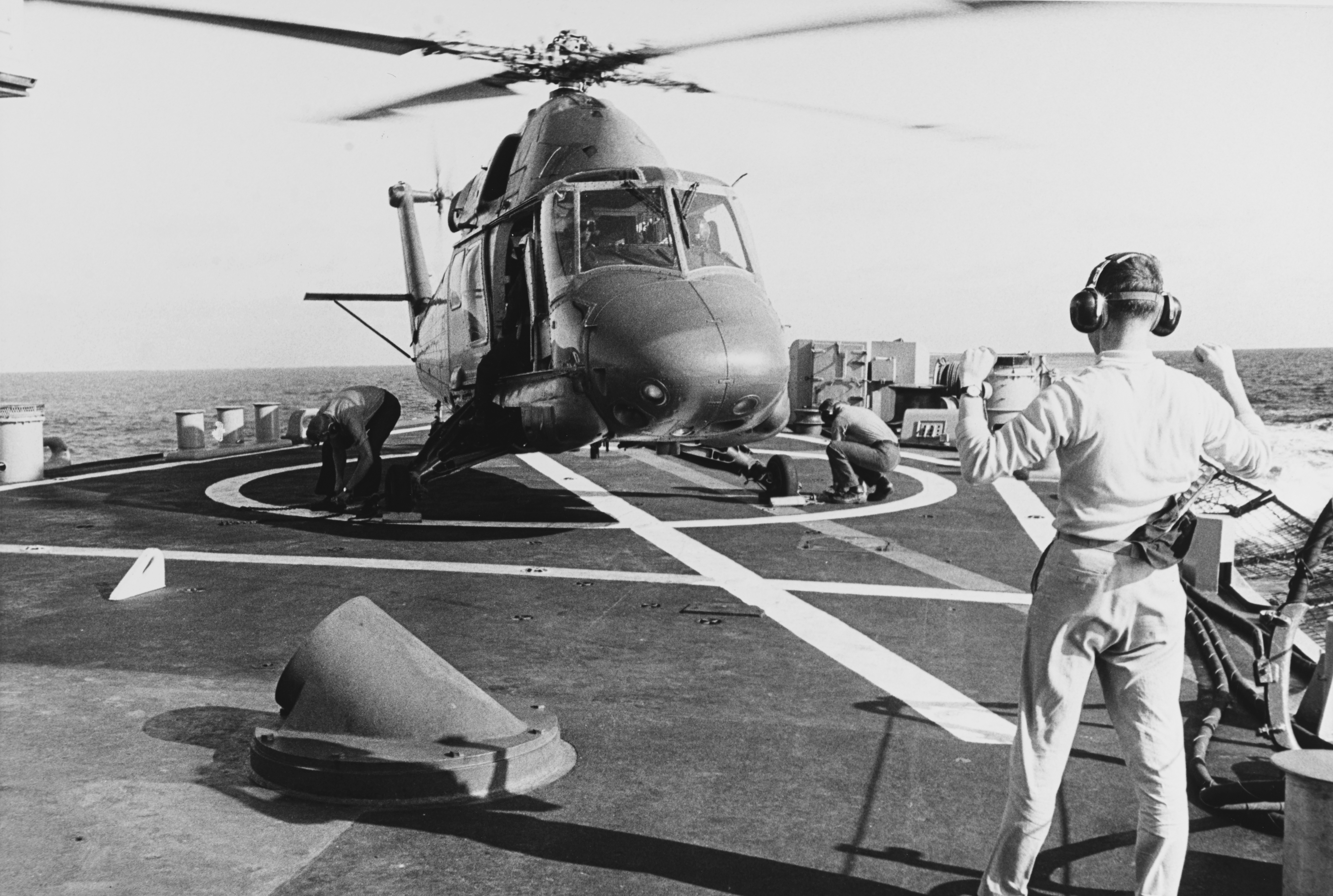
Helikopter auf dem Achterdeck der Coontz

Als Einheit der Farragut-Klasse war die Coontz 156,2 Meter lang und 15,8 Meter breit, die Verdrängung lag bei ca. 5.600 tn.l. bei voller Zuladung. Während der Rumpf aus Stahl bestand, waren die Aufbauten aus Leichtmetallen, vorwiegend Aluminium gefertigt, um das Schiff leichter zu machen. Der Dampfturbinenantrieb beschleunigte den Zerstörer auf Geschwindigkeiten von bis zu 34 Knoten. Bei einer Durchschnittsgeschwindigkeit lag die Reichweite bei ca. 4.000 Seemeilen. Auf dem Achterdeck war zu Beginn eine Zone für die Versorgung des Schiffs durch schwebende Helikopter eingerichtet, später konnten dort auch Hubschrauber landen.
Die Coontz war ein Mehrzweckkampfschiff. Mit der RIM-2 Terrier konnten Luftziele abgefangen werden, ASROC und insgesamt sechs Torpedorohre für Waffen vom Typ Mark 46 waren zur Bekämpfung von U-Booten vorgesehen. Später nachgerüstet wurden acht AGM-84 Harpoon, dieser Seezielflugkörper war zum Angriff auf andere Schiffe vorgesehen. Das Mark 42 am Bug war ein Mehrzweckgeschütz und konnte auch zum Angriff auf Landziele eingesetzt werden. Die Hauptaufgabe der Coontz war die Bewachung von Flugzeugträgern, ihr Stabsraum erlaubte außerdem die Verwendung als Flaggschiff für kleine Zerstörerverbände.

## Name und Insignien

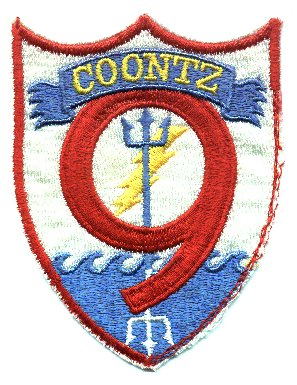
Erste Insigne

Der Zerstörer wurde nach Robert E. Coontz benannt. Der 1864 geborene Coontz war ein Admiral der Navy, der am Spanisch-Amerikanischen Krieg teilgenommen hat, mit der Großen Weißen Flotte gefahren ist und von 1917 bis 1923 den Posten des Chief of Naval Operations bekleidet hat. Er war der zweite CNO in der Navy.
Durch die Reklassifizierung und die damit einhergehende Änderung von Kennung und Kennnummer besaß die Coontz über die Jahre zwei verschiedene Insignien. Zu Beginn, zu Zeiten, als die Coontz DLG-9 war, bestand das Wappen aus einer großen Neun (die natürlich die Kennnummer repräsentierte). Etwa unter dem Ende des Kringels der Neun ist eine wellige Wasseroberfläche zu sehen. Sowohl über als auch unter der Wasseroberfläche befindet sich, jeweils ein von der Oberfläche wegzeigender Dreizack, die Waffe des Meeresgottes Poseidon, der die Fähigkeiten des Schiffes in U-Jagd und Luftabwehr symbolisieren soll. Die Lenkwaffen werden durch einen Blitz angezeigt, der hinter dem oberen Dreizack zuckt. Über der Neun prangt der Schriftzug Coontz.

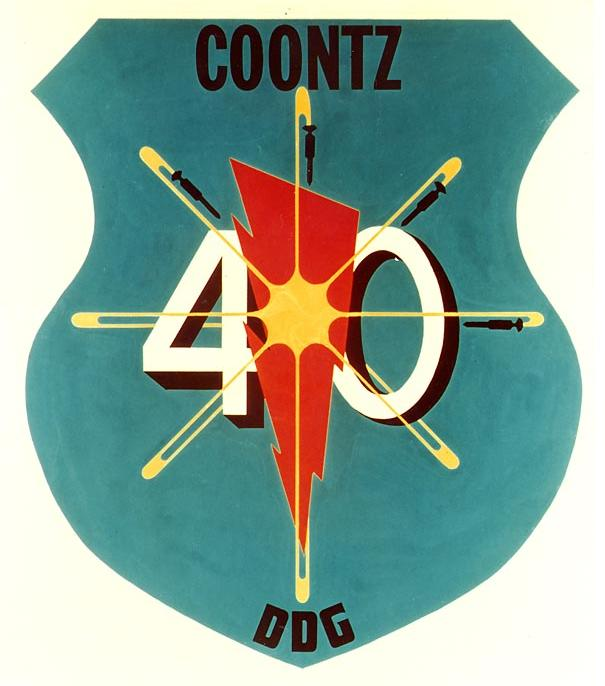
Zweite Insigne

Nach dem Wechsel zu DDG-40 war dieses Emblem veraltet, da es die alte Kennnummer zeigte. Es wurde ein neues entworfen, das sich auf die neue Nummer 40 konzentrierte. Vor schlichtem blauen Hintergrund ist eine weiße Nummer 40 zu sehen, zwischen den beiden Ziffern zuckt wieder ein Blitz, hier in kräftigem Rot. Im Zentrum des Blitzes ist eine Explosion zu sehen, aus der acht Lenkwaffen gestartet werden, die gelbe Striche hinter sich herziehen. Die Raketen fliegen hinter die 40, nur vier sind noch zu sehen. Ganz oben befindet sich der Schriftzug Coontz, unter der Szene DDG.

## Geschichte

### Bau und Indienststellung
Die Coontz wurde 1955 bestellt und am 1. März 1957 in der Puget Sound Naval Shipyard auf Kiel gelegt. Zu diesem Zeitpunkt lautete ihre Designation noch DLG-9, das Schiff war also ein Zerstörerführer mit Lenkwaffen. Nach einer Bauzeit von 21 Monaten lief das Schiff am Nikolaustag 1958 vom Stapel und wurde von Mrs. Robert J. Coontz getauft, der Ehefrau des Enkels des Namenspatrons des Schiffes.
Die offizielle Indienststellung der Coontz fand am 15. Juli 1960 statt. Bis April 1961 folgten Übungen und Trainingsfahrten, dann meldete sich die Coontz voll dienstbereit in der Pazifikflotte. Das Schiff wurde Flaggschiff der Destroyer Division 152 und zwischenzeitlich auch der Destroyer Squadron 15. Heimathafen der Coontz war San Diego, Kalifornien.

### Erste Fahrten
Im August 1961 verlegte die Coontz zum ersten Mal. Die Fahrt ging in den Westpazifik, auf der insgesamt 55.000 Seemeilen langen und sieben Monate dauernden Tour fuhr das Schiff Häfen in Japan, Korea, Hongkong, Australien und Amerikanisch-Samoa an. Zurück im März 1962, diente die Coontz den Rest des Jahres als Flaggschiff für verschiedene Verbände und Flottillen. Im Oktober war der Zerstörer außerdem als Reserveschiff für die Bergungsoperation der NASA vorgesehen. Mercury-Atlas 8 ging aber nicht in der Region um die Coontz nieder, sondern wasserte nur neun Kilometer von dem Flugzeugträger USS Kearsage (CVS-33) entfernt und wurde von diesem aufgenommen. Im Anschluss folgte eine weitere Fahrt in westpazifische Gewässer mit Hafenliegezeiten in Japan und Hongkong. Nach der Rückkehr im Mai 1963 folgte im Juni noch ein großer Auftritt: In einer Vorführung für Präsident John F. Kennedy demonstrierte die Coontz die Fähigkeiten ihre Luftabwehrraketen in einer Übung gegen Drohnen.
Daraufhin folgte eine erste Modernisierung, in der vor allem die Lenkwaffensysteme erneuert wurde. Von Oktober 1963 bis April 1964 lag das Schiff dafür in der Long Beach Naval Shipyard.

### Vietnamkrieg

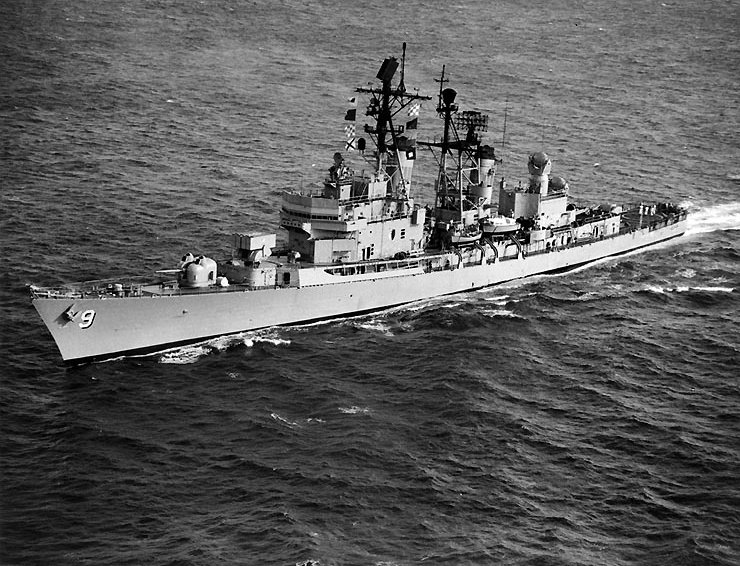
Coontz vor Hawaii, 1968

Ab August 1964 diente die Coontz wieder in der 7. Flotte im Westpazifik. Neben Besuchen in Japan und China lagen diesmal auch Fahrten im Rahmen des Vietnamkrieges im Südchinesischen Meer an. Diese erste Vietnam-Tour dauerte bis Februar 1965, den Rest des Jahres führte der Zerstörer Übungen in heimischen Gewässern durch. Über den Jahreswechsel 1965/1966 wurde das Achterdeck der Coontz für Helikoptereinsätze umgebaut, wofür dort eine ebene Fläche geschaffen und alle Teile, die mit dem Heckrotor in Berührung kommen könnten, entfernt wurden. Außerdem wurden Treibstoff- und elektrische Anlagen für die Unterstützung von Helikoptern nachgerüstet.
Im Anschluss folgte ein halbjährige Verlegung in die Gewässer um Vietnam, Japan und zur United States Naval Base Subic Bay auf den Philippinen, die bis August 1966 dauerte. Die fünfte Tour in den Westpazifik begann rund ein Jahr später, im Juli 1967. Im August besuchte die Coontz noch Jakarta und war damit das erste amerikanische Kriegsschiff, das seit 1963 in Indonesien festmachte. Später folgten zwei getrennte, jeweils 30 Tage dauernde Combat-Search-and-Rescue-Operationen, bei denen neun Piloten „aus dem Bach gefischt“ wurden. Im Januar 1968 begann die Heimfahrt, über Sydney und Wellington erreichte der Zerstörer am 8. Februar 1968 San Diego. Im nächsten halben Jahr wurde TEAMS auf der Coontz getestet. Dieses Akronym steht für Test and Evaluation Monitoring System, ein System das die Leistungen eines Schiffes automatisch bewertet und das später auf den Fregatten der Knox-Klasse eingesetzt wurde.

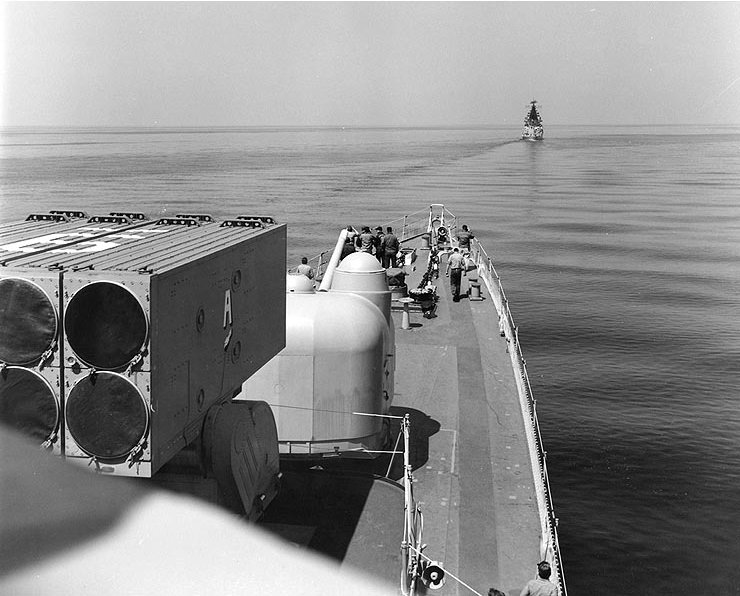
Die Coontz bei der Verfolgung einer Kresta, 1970

Am 15. November 1968 lief der Zerstörer schließlich zu seiner zweiten Vietnam-Tour aus und feierte Weihnachten auf Yankee Station im Golf von Tonkin. Nach dem Abschuss einer Lockheed EC-121 Warning Star eilte die Coontz ins Japanische Meer, um CSAR durchzuführen. Jedoch waren alle 31 Personen an Bord beim Absturz umgekommen. Der Einsatz endete am 18. Mai 1969. Darauf folgten das restliche Jahr Übungen, bis zur nächsten Verlegung, die am 3. März 1970 begann. Dieser Einsatz fand in Gewässern um Japan statt. Da zeitgleich die Sowjetunion die weltweite Marineübung Okean gestartet hatte, war die Coontz damit beschäftigt, die Leistungsfähigkeit der Pazifischen Rotbannerflotte zu beobachten und festzuhalten.

### Eintritt in den Atlantik
Direkt im Anschluss an den Einsatz verließ die Coontz zum letzten Mal San Diego und trat durch den Panamakanal in den Atlantik ein. Dort angekommen dockte der Zerstörer in die Philadelphia Naval Shipyard ein und wurde im Zuge der nun folgenden Modernisierung am 23. Februar temporär außer Dienst gestellt. Nach umfangreichen Änderungen an der Schiffselektronik und dem Luftabwehrsystem folgte die Wiederindienststellung am 18. März 1972 und die Zuweisung von Newport, Rhode Island als neuer Heimathafen. Darauf folgten sechs Monate Tests in der Guantánamo-Bucht und dann eine Fahrt in die Gewässer Südafrikas und im Anschluss Afrikas. Nach diesen langen Testfahrten wurde die Coontz standardmäßig noch einmal einer dreimonatigen Dockphase unterzogen, die in der Boston Naval Shipyard stattfand. Am 6. Juli begann der erste reguläre Einsatz der Coontz von der Ostküste aus. Dieser führte das Schiff ins Mittelmeer und dauerte bis Anfang 1974. Im Anschluss an diesen Einsatz wechselte das Schiff den Heimathafen nach Norfolk, Virginia. Nach Fahrten in den Gewässern rund um den Hafen fand ab November 1974 der nächste Einsatz statt, der das Schiff zu Übungen der NATO ins Mittelmeer führte.

### Erste Fahrten als Lenkwaffenzerstörer

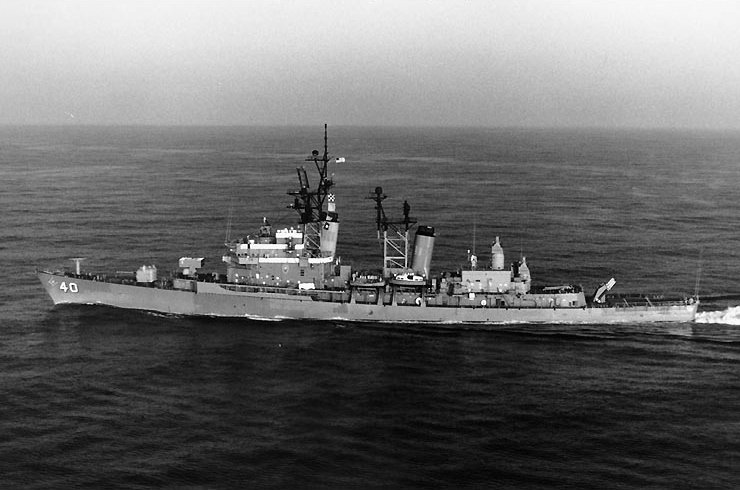
Coontz vor Virginia, Oktober 1975

Zum 1. Juli 1975 wurde die Designation Zerstörerführer komplett aufgelöst, was auch Auswirkungen auf die Coontz hatte. Die wurde zum Lenkwaffenzerstörer umklassifiziert, wodurch sich die Kennnummer auf DDG-40 änderte. Die Nummer musste geändert werden, da DDG-9 bereits an die Towers, ein Lenkwaffenzerstörer der Charles-F.-Adams-Klasse, vergeben worden war. Im Januar 1976 startete die neue DDG-40 ihren ersten Einsatz, sie wurde für sechs Monate Teil der Ständigen Einsatzflotte der NATO im Atlantik (STANAVFORLANT für Standing Naval Forces Atlantic). Als solche operierte die Coontz in der Karibik und vor der US-Ostküste und der Kanadas, wo Übungen mit vier NATO-Marinen durchgeführt wurden. Dann dampfte der Zerstörer über den Atlantik und besuchte acht europäische Häfen.
Das Jahr 1977 verbrachte die Coontz zu einer Überholung in der Norfolk Naval Shipyard. Dabei wurden auch neue Waffen an Bord installiert. Beidseits des achterlichen Deckshauses wurde jeweils ein Vierfachstarter für Seezielflugkörper AGM-84 Harpoon aufgestellt. Im Juli 1978 begannen Tests mit diesem und den anderen Waffensystemen in der Guantánamo-Bucht. Den Rest des Jahres operierte die Coontz in lokalen Gewässern. 1979 war die Coontz wiederum zur STANAVFORLANT abkommandiert, wo sie als Flaggschiff in acht Ländern anlegte und 35.000 Besucher durch ihre Räume laufen sah. Operationen fanden in der Nord- und Ostsee und im Europäischen Nordmeer statt. Erst 1981 verlegte das Schiff erneut, diesmal vor der Westküste Afrikas und daraufhin im Mittel- und Schwarzen Meer. 1982 folgten Fahrten vor Mittelamerika und dann wieder eine Überholung in der Philadelphia Naval Shipyard, die bis Juli 1983 dauerte.
Im Oktober 1983 sollten wiederum Testfahrten in der Karibik durchgeführt werden. Während dieser Testfahrten erhielt die Coontz jedoch ein Mission update und wurde damit beauftragt, Schutz für die amphibischen Operationen im Rahmen der US-Invasion in Grenada zu bieten. 10 Tage lang bot der Zerstörer Geschützunterstützung und Schutz gegen Kleinboote für die Dickschiffe.

### Letzte Operationen

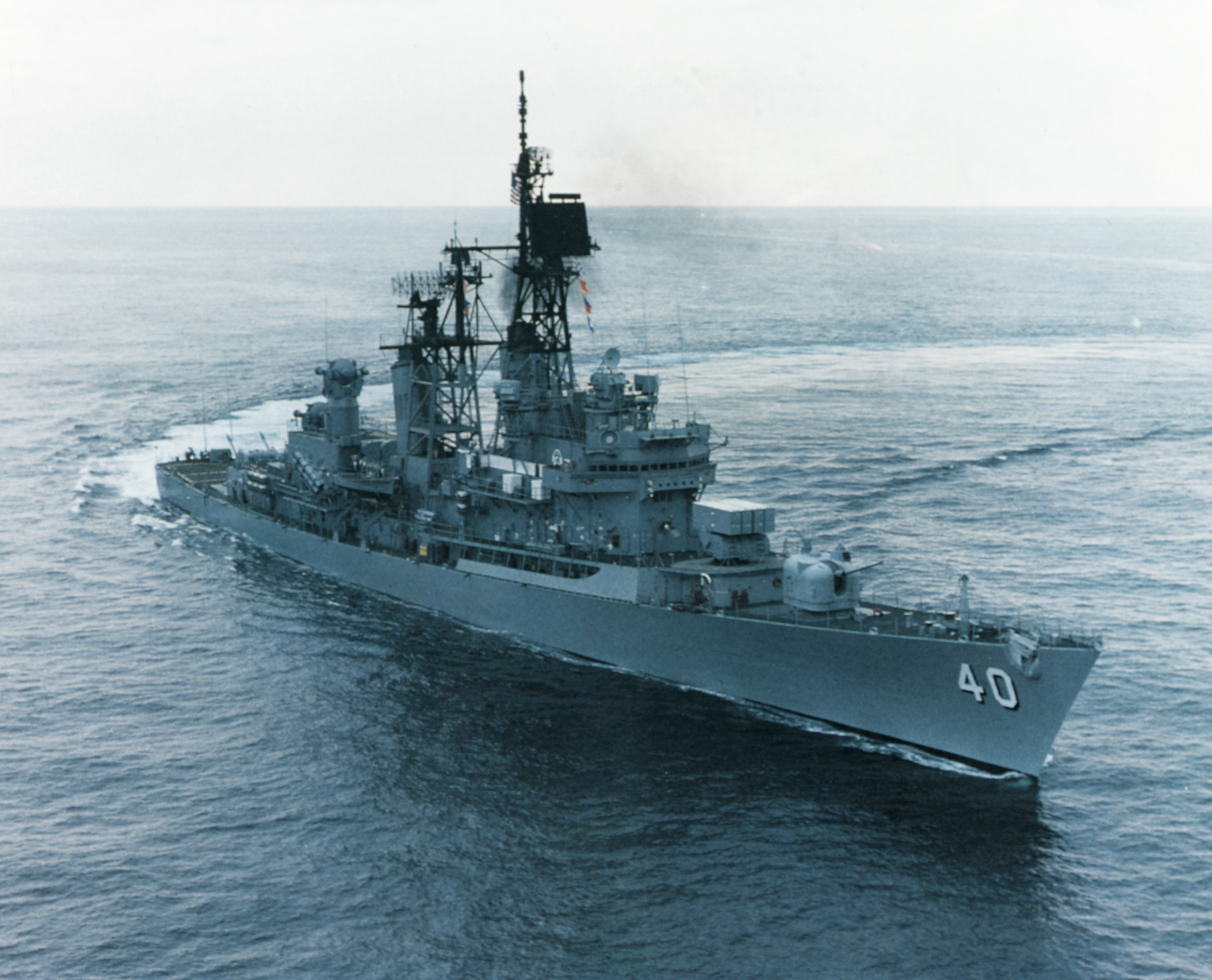
Coontz vor Virginia, 1986

1984 begann für die Coontz mit Auffrischungstraining und Flottenübungen in heimischen Gewässern, erst Ende des Jahres folgte die nächste Verlegung, die das Schiff bis Mai 1985 ins Mittelmeer, vor die Küste des Libanon, und ins Schwarze Meer führten. Den Sommer des Jahres verbrachte das Schiff wieder einmal in der Werft, im November nahm die Coontz dann an Operation Bold Eagle teil, einer Übung im Golf von Mexiko zusammen mit der United States Army. Die Coontz arbeitete während dieser Übung mit AWACS-Flugzeugen und Bodentruppen der Army zusammen. 1986 folgte wieder ein interservice exercise, zusammen mit der United States Coast Guard führte DDG-40 Blockade-Übungen in der Karibik durch und requalifizierte sich auf Vieques Island für Geschützoperationen. Ende des Jahres begannen Vorbereitungen für die nächste Verlegung.
Diese Verlegung begann am 5. Februar 1987 und hatte, zum ersten Mal für die Coontz, den Persischen Golf zum Ziel. Im Rahmen der Operation Earnest Will beschützte der Zerstörer umgeflaggte, also ehemals amerikanische, kuwaitische Supertanker während des Iran-Irak-Krieges, gegen Angriffe durch Streitkräfte des Iran. Nach dem Angriff vom 17. Mai auf die Oliver-Hazard-Perry-Fregatte Stark halfen die Löschteams der Coontz bei der Rettung des Schiffes. Der Einsatz endete am 5. August 1987. Dies war die letzte Verlegung der Coontz, bis zu ihrer Außerdienststellung führte sie lediglich lokale Operationen im Atlantik durch.
Am 4. Oktober 1989 wurde der Zerstörer in Philadelphia offiziell außer Dienst gestellt. Bis zum 26. Januar 1990 gehörte das Schiff der Reserveflotte an, wurde aber dann aus dem Schiffsregister der Navy gestrichen. Im April 1994 wurde das Schiff zum Abbruch verkauft, wurde jedoch im Oktober 1996 an die Navy zurückgegeben, da der Auftrag von der Firma nicht durchgeführt werden konnte. So wurde die Coontz im Februar 1999 an Metro Machine verkauft, die den Abbruch des Schiffes am 26. März 2003 beenden konnte. Das Metall wurde an Camden Iron and Metal weiterverkauft.